# Terry Bradshaw
Terry Paxton Bradshaw (Shreveport, Luisiana, Estados Unidos; 2 de septiembre de 1948) es un exjugador de fútbol profesional estadounidense que fue mariscal de campo de los Pittsburgh Steelers en la Liga Nacional de Fútbol Americano (NFL). Desde 1994, ha sido analista deportivo de televisión y coanfitrión de Fox NFL Sunday. Bradshaw también es actor y cantante, ha participado en muchos programas de televisión y películas, sobre todo protagonizando la película Failure to Launch y lanzando varios álbumes de música country. Jugó durante 14 temporadas con Pittsburgh, ganó cuatro títulos de Super Bowl en un período de seis años ( 1974 , 1975 ,1978 y 1979 ), convirtiéndose en el primer mariscal de campo en ganar tres y cuatro Super Bowls, y llevó a los Steelers a ocho campeonatos de la AFC Central. Fue incluido en el Salón de la Fama del Fútbol Americano Profesional en 1989, su primer año de elegibilidad. Bradshaw fue incluido en el Salón de la Fama del Fútbol Americano Universitario en 1996.
Ampliamente considerado como uno de los mejores mariscales de campo de todos los tiempos, Bradshaw es conocido como un competidor duro y por tener uno de los brazos más poderosos en la historia de la NFL. Sus habilidades físicas y su liderazgo en el campo jugaron un papel importante en la historia de los Steelers. Durante su carrera, pasó para más de 300 yardas en un juego solo siete veces, pero tres de esas actuaciones llegaron en la postemporada (dos de las cuales fueron en Super Bowls). En cuatro apariciones en el Super Bowl de su carrera, pasó para 932 yardas y 9 touchdowns, ambos récords del Super Bowl en el momento de su retiro. En 19 juegos de postemporada en su carrera, completó 261 pases para 3,833 yardas.

## Carrera

### Universidad

#### Estadísticas
| Año     | Equipo         | Partidos | Partidos | Pase | Pase | Pase  | Pase  | Pase | Pase | Pase  | Carrera | Carrera | Carrera | Carrera |
| Año     | Equipo         | PJ       | PT       | Cmp  | Att  | Pct   | Yards | TD   | Int  | Rtg   | Att     | Yards   | Avg     | TD      |
| ------- | -------------- | -------- | -------- | ---- | ---- | ----- | ----- | ---- | ---- | ----- | ------- | ------- | ------- | ------- |
| 1966    | Louisiana Tech |          |          | 11   | 34   | 42.0% | 14    | 0    | 3    | 76.5  | 26      | -74     | 0       | -2.8    |
| 1967    | Louisiana Tech |          |          | 78   | 139  | 64.9% | 981   | 3    | 10   | 108.1 | 31      | -118    | 5       | 2.5     |
| 1968    | Louisiana Tech |          |          | 176  | 339  | 57.9% | 2,890 | 22   | 15   | 136.1 | 87      | 97      | 4       | -0.7    |
| 1969    | Louisiana Tech |          |          | 136  | 248  | 57.9% | 2,314 | 14   | 14   | 140.6 | 77      | 177     | 2       | 0.0     |
| Carrera | Carrera        |          |          | 424  | 807  | 52.5% | 4,459 | 39   | 42   | 126.7 | 221     | 75      | 11      | 0.3     |

## Estadísticas
Todas las estadísticas y logros son cortesía de la NFL, Pittsburgh Steelers y Pro-Football.
|         | Líder de la liga  |
| Negrita | Máximo de carrera |

### Temporada regular
| Año   | Equipo | Partidos | Partidos | Partidos | Pase | Pase | Pase | Pase   | Pase | Pase | Pase | Pase  | Carrera | Carrera | Carrera | Carrera |
| Año   | Equipo | PJ       | PT       | Récord   | Comp | Att  | Pct  | Yds    | Avg  | TD   | Int  | Rate  | Att     | Yds     | Avg     | TD      |
| ----- | ------ | -------- | -------- | -------- | ---- | ---- | ---- | ------ | ---- | ---- | ---- | ----- | ------- | ------- | ------- | ------- |
| 1970  | PIT    | 13       | 8        | 3-5      | 83   | 218  | 38,1 | 1410   | 6,5  | 6    | 24   | 30,4  | 32      | 233     | 7,3     | 1       |
| 1971  | PIT    | 14       | 13       | 5-8      | 203  | 373  | 54,4 | 2259   | 6,1  | 13   | 22   | 59,7  | 53      | 247     | 4,7     | 5       |
| 1972  | PIT    | 14       | 14       | 11-3     | 147  | 308  | 47,7 | 1887   | 6,1  | 12   | 12   | 64,1  | 58      | 346     | 6,0     | 7       |
| 1973  | PIT    | 10       | 9        | 8-1      | 89   | 180  | 49,4 | 1183   | 6,6  | 10   | 15   | 54,5  | 34      | 145     | 4,3     | 3       |
| 1974  | PIT    | 8        | 7        | 5-2      | 67   | 148  | 45,3 | 785    | 5,3  | 7    | 8    | 55,2  | 34      | 224     | 6,6     | 2       |
| 1975  | PIT    | 14       | 14       | 12-2     | 165  | 286  | 57,7 | 2055   | 7,2  | 18   | 9    | 88,0  | 35      | 210     | 6,0     | 3       |
| 1976  | PIT    | 10       | 8        | 4-4      | 92   | 192  | 47,9 | 1177   | 6,1  | 10   | 9    | 65,4  | 31      | 219     | 7,1     | 3       |
| 1977  | PIT    | 14       | 14       | 9-5      | 162  | 314  | 51,6 | 2523   | 8,0  | 17   | 19   | 71,4  | 31      | 171     | 5,5     | 3       |
| 1978  | PIT    | 16       | 16       | 14-2     | 207  | 368  | 56,3 | 2915   | 7,9  | 28   | 20   | 84,7  | 32      | 93      | 2,9     | 1       |
| 1979  | PIT    | 16       | 16       | 12-4     | 259  | 472  | 54,9 | 3724   | 7,9  | 26   | 25   | 77,0  | 21      | 83      | 4,0     | 0       |
| 1980  | PIT    | 15       | 15       | 9-6      | 218  | 424  | 51,4 | 3339   | 7,9  | 24   | 22   | 75,0  | 36      | 111     | 3,1     | 2       |
| 1981  | PIT    | 14       | 14       | 8-6      | 201  | 370  | 54,3 | 2887   | 7,8  | 22   | 14   | 83,9  | 38      | 162     | 4,3     | 2       |
| 1982  | PIT    | 9        | 9        | 6-3      | 127  | 240  | 52.9 | 1768   | 7.4  | 17   | 11   | 81,4  | 8       | 10      | 1,3     | 0       |
| 1983  | PIT    | 1        | 1        | 1-0      | 5    | 8    | 62,5 | 77     | 9,6  | 2    | 0    | 133,9 | 1       | 3       | 3,0     | 0       |
| Total | Total  | 168      | 158      | 107−51   | 2025 | 3901 | 51,7 | 27.989 | 7,2  | 212  | 210  | 70,9  | 444     | 2257    | 5,1     | 32      |

### Playoffs
| Año   | Equipo | Partidos | Partidos | Partidos | Pase | Pase | Pase | Pase | Pase | Pase | Pase | Pase  | Carrera | Carrera | Carrera | Carrera |
| Año   | Equipo | PJ       | PT       | Récord   | Comp | Att  | Pct  | Yds  | Avg  | TD   | Int  | Rate  | Att     | Yds     | Avg     | TD      |
| ----- | ------ | -------- | -------- | -------- | ---- | ---- | ---- | ---- | ---- | ---- | ---- | ----- | ------- | ------- | ------- | ------- |
| 1972  | PIT    | 2        | 2        | 1-1      | 16   | 35   | 45,7 | 255  | 7,3  | 2    | 3    | 53,9  | 4       | 24      | 6.0     | 0       |
| 1973  | PIT    | 1        | 1        | 0-1      | 12   | 25   | 48,0 | 167  | 6.7  | 2    | 3    | 57.0  | 3       | 9       | 3.0     | 0       |
| 1974  | PIT    | 3        | 3        | 3-0      | 29   | 50   | 58,0 | 394  | 7,9  | 3    | 1    | 94,9  | 14      | 82      | 5,9     | 0       |
| 1975  | PIT    | 3        | 3        | 3-0      | 32   | 57   | 56,1 | 527  | 9,2  | 3    | 5    | 68,4  | 9       | 60      | 6.7     | 1       |
| 1976  | PIT    | 2        | 2        | 1-1      | 28   | 53   | 52.8 | 440  | 8.3  | 3    | 1    | 91.7  | 1       | 4       | 4,0     | 0       |
| 1977  | PIT    | 1        | 1        | 0-1      | 19   | 37   | 51,4 | 177  | 4.8  | 1    | 3    | 40.0  | 4       | 21      | 5,3     | 1       |
| 1978  | PIT    | 3        | 3        | 3-0      | 44   | 78   | 56,4 | 790  | 10,1 | 8    | 4    | 104.1 | 11      | 28      | 2,5     | 0       |
| 1979  | PIT    | 3        | 3        | 3-0      | 53   | 82   | 64,6 | 758  | 9,2  | 6    | 4    | 98,5  | 4       | 34      | 8,5     | 0       |
| 1982  | PIT    | 1        | 1        | 0-1      | 28   | 39   | 71,8 | 325  | 8,3  | 2    | 2    | 92,4  | 2       | 12      | 6,0     | 1       |
| Total | Total  | 19       | 19       | 14-5     | 261  | 456  | 57,2 | 3833 | 8,4  | 30   | 26   | 83,0  | 52      | 274     | 5,3     | 3       |

### Super Bowl
| Temporada | Equipo  | Rival   | Edición | Resultado | Pases | Pases | Pases | Pases | Pases | Pases | Pases | Pases  | Acarreos | Acarreos | Acarreos | Acarreos | Capturas | Capturas | Fumbles | Fumbles |
| Temporada | Equipo  | Rival   | Edición | Resultado | Comp  | Att   | Pct   | Yds   | YPA   | TD    | Int   | Índice | Att      | Yds      | Prom     | TD       | Cap      | Yds      | Fum     | Perd    |
| --------- | ------- | ------- | ------- | --------- | ----- | ----- | ----- | ----- | ----- | ----- | ----- | ------ | -------- | -------- | -------- | -------- | -------- | -------- | ------- | ------- |
| 1974      | PIT     | MIN     | IX      | G 16-6    | 9     | 14    | 64.29 | 96    | 6.86  | 1     | 0     | 108.0  | 5        | 33       | 6.6      | 0        | 0        | 0        | --      | --      |
| 1975      | PIT     | DAL     | X       | G 21-17   | 9     | 19    | 47.37 | 209   | 11.0  | 2     | 0     | 122.5  | 4        | 16       | 4.0      | 0        | 0        | 0        | --      | --      |
| 1978      | PIT     | DAL     | XIII    | G 35-31   | 17    | 30    | 56.67 | 318   | 10.6  | 4     | 1     | 119.2  | 2        | -5       | -2.5     | 0        | 0        | 0        | --      | --      |
| 1979      | PIT     | LAR     | XIV     | G 31-19   | 14    | 21    | 66.67 | 309   | 14.7  | 2     | 3     | 101.9  | 3        | 9        | 3.0      | 0        | 0        | 0        | --      | --      |
| Carrera   | Carrera | Carrera | 4       | 4-0       | 49    | 84    | 58.8  | 932   | 10.8  | 9     | 4     | 112.9  | 14       | 53       | 3.8      | 0        | 0        | 0        | --      | --      |

## Palmarés

### Palmarés
| Equipo(s) | Equipo(s)           | Nacionales | Subtotal | Conferencia            | Conferencia | Subtotal | Total |
| --------- | ------------------- | ---------- | -------- | ---------------------- | ----------- | -------- | ----- |
| Equipo(s) | Equipo(s)           | NFL SB     | Subtotal | AFC                    | NFC         | Subtotal | Total |
|           | Pittsburgh Steelers |            | 4        | 1974, 1975, 1978, 1979 | -           | 4        | 8     |